# Die Garbe
Die Garbe war ein Zusammenschluss der in Gotha wohnenden bildenden Künstler. Sie wurde am 27. September 1922 von der Malerin Erna Vetter (1887–1954) und Franz Vetter (1886–1967) gegründet und hatte 12 Mitglieder.
Die Garbe veranstaltete Wanderausstellungen und 1925 in Gotha eine Ausstellung mit dem Titel Kunstschau der Gothaer Künstlervereinigung Die Garbe. Vorsitzender war Franz Vetter. Die Vereinigung hatte ihren Sitz in der Doebelstraße 9 in Gotha. Es liegen keine Informationen vor, bis wann Die Garbe aktiv war.